# Тибоде, Жан Ив
Жан Ив Тибоде (фр. Jean-Yves Thibaudet; род. 7 сентября 1961, Лион) — французский пианист.
Окончил Парижскую консерваторию у Люсетт Декав и Альдо Чикколини. В 1979 г. был удостоен второй премии на Кливлендском международном конкурсе пианистов.
По словам российского рецензента, Тибоде

прославился как один из лучших интерпретаторов разнообразной томной, сентиментальной музыки. Мало кто лучше него в мире играет музыку Сати… Его называет наследником Равеля…

Среди других композиторов, которых Тибоде охотно исполняет и записывает, — Фридерик Шопен, Роберт Шуман, Камиль Сен-Санс, Венсан д'Энди, Клод Дебюсси, Оливье Мессиан. В общей сложности он записал более 30 дисков для британского звукозаписывающего лейбла Decca Records. Кроме того, Тибоде много работает для кинематографа: в его исполнении звучит музыка в таких фильмах, как «Портрет леди» (1996), «Гордость и предубеждение» (2005), «Искупление» (2007).
Среди музыкантов, с которыми Тибоде выступал в ансамбле, — певицы Рене Флеминг и Чечилия Бартоли, скрипач Джошуа Белл, альтист Юрий Башмет, виолончелист Трульс Мёрк и др.
В 2007 г. Тибоде удостоен премии «Виктуар де ля мюзик» в почётной номинации Victoire d’honneur (За заслуги перед музыкой).